# La Razón (Mayagüez)
La Razón fue un semanario publicado en Mayagüez (Puerto Rico) entre 1870 y 1873, órgano del Partido Autonomista. En una segunda época se imprimió entre 1890 y 1891.

## Características
De signo liberal, fue publicado por José Ramón Freyre, y difundía escritos de reconocidos escritores como el autor de La Borinqueña, Manuel Fernández Juncos, que fue su director. Otros escritores que publicaron en él fueron Mario Braschi, José María Monge y Bonocio Tio, entre varios más. Se publicó hasta 1873. Luego reapareció en 1890 bajo la dirección de Mario Braschi, pero cesó de circular en 1891.